# Lista de deputados estaduais de Roraima da 8.ª legislatura
Esta é a lista de deputados estaduais de Roraima eleitos para a legislatura 2019–2023. Um total de 24 deputados foram eleitos, destes 14 reeleitos.

## Composição das bancadas
| Partido       | Líder                | Bancada | Posição      |
| ------------- | -------------------- | ------- | ------------ |
| PP            | Francisco Mozart     | 5 / 24  | Oposição     |
| Republicanos  | Gabriel Picanço      | 3 / 24  | Governo      |
| UNIÃO         | Jeferson Alves       | 3 / 24  | Independente |
| Solidariedade | Dhiego Coelho        | 2 / 24  | Oposição     |
| Cidadania     | Marcelo Cabral       | 2 / 24  | Independente |
| PODE          | Odilon Filho         | 2 / 24  | Governo      |
| PRTB          | Coronel Chagas       | 1 / 24  | Governo      |
| PT            | Evangelista Siqueira | 1 / 24  | Oposição     |
| PROS          | Renato Silva         | 1 / 24  | Governo      |
| PL            | Yonny Pedroso        | 1 / 24  | Governo      |
| PSD           | Eder Lourinho        | 1 / 24  | Independente |
| PV            | Betânia Medeiros     | 1 / 24  | Oposição     |
| PMB           | Neto Loureiro        | 1 / 24  | Independente |

## Deputados Estaduais
| Nome                 | Partido       | Coligação                                  | Votos nominais | Notas | Ref                        |
| -------------------- | ------------- | ------------------------------------------ | -------------- | --- | -------------------------- |
| Jânio Xingu          | PP            | Unidos Para Vencer Avante - PSB            | 6.132 (2,29%)  | Eleito pelo PSB.                                                                                                 | [ 1 ] [ 19 ] [ 20 ] [ 21 ] |
| Yonny Pedroso        | PL            | Roraima não Pode Parar Solidariedade - DC  | 5.872 (2,20%)  | Eleita pelo Solidariedade.                                                                                       | [ 1 ]                      |
| Brito Bezerra        | PP            | Na Luta por Roraima 2 PDT - PP - PCdoB     | 5.307 (1,98%)  | Eleito conselheiro do Tribunal de Contas da União, foi substituído pela 1ª suplente Ângela Águida Portella (PP). | [ 1 ] [ 22 ]               |
| Marcelo Cabral       | Cidadania     | MDB                                        | 5.165 (1,93%)  | Eleito pelo MDB.                                                                                                 | [ 1 ]                      |
| Jorge Everton        | UNIÃO         | MDB                                        | 5.033 (1,88%)  | Eleito pelo MDB.                                                                                                 | [ 1 ]                      |
| Lenir Rodrigues      | Cidadania     | Todos por Roraima 2 Cidadania - DEM - PSDB | 4.947 (1,85%)  | | [ 1 ]                      |
| Catarina Guerra      | UNIÃO         | Roraima não Pode Parar Solidariedade - DC  | 4.897 (1,83%)  | Eleita pelo Solidariedade.                                                                                       | [ 1 ]                      |
| Aurelina Medeiros    | PP            | Juntos Nós Podemos PODE - PHS              | 4.864 (1,82%)  | Eleita pelo PODE.                                                                                                | [ 1 ]                      |
| Soldado Sampaio      | Republicanos  | Na Luta por Roraima 2 PDT - PP - PCdoB     | 4.678 (1,75%)  | Eleito pelo PCdoB.                                                                                               | [ 1 ] [ 23 ] [ 24 ] [ 25 ] |
| Coronel Chagas       | PRTB          | Renovação Democrática 2 PRTB - PL          | 4.561 (1,71%)  | | [ 1 ]                      |
| Odilon Filho         | PODE          | Liberta Roraima Patriota - PPL - PROS      | 4.523 (1,69%)  | Eleito pelo Patriota.                                                                                            | [ 1 ]                      |
| George Melo          | PODE          | Roraima não Pode Parar Solidariedade - DC  | 4.049 (1,51%)  | 1º suplente de Jalser Renier, eleito pelo DC.                                                                    | [ 1 ] [ 26 ]               |
| Francisco Mozart     | PP            | Todos por Roraima Já PSL - PRP             | 3.777 (1,41%)  | Eleito pelo PRP, passou também pelo Cidadania.                                                                   | [ 1 ]                      |
| Gabriel Picanço      | Republicanos  | Pra Frente Roraima Republicanos - PSC      | 3.655 (1,37%)  | | [ 1 ]                      |
| Dhiego Coelho        | Solidariedade | PTC                                        | 3.603 (1,35%)  | Eleito pelo PTC.                                                                                                 | [ 1 ]                      |
| Evangelista Siqueira | PT            | Somos Todos Roraima PTB - REDE - PT        | 3.051 (1,14%)  | | [ 1 ]                      |
| Betânia Medeiros     | PV            | PV                                         | 2.885 (1,08%)  | | [ 1 ]                      |
| Eder Lourinho        | PSD           | PTC                                        | 2.851 (1,07%)  | Eleito pelo PTC.                                                                                                 | [ 1 ]                      |
| Renato Silva         | PROS          | Pra Frente Roraima Republicanos - PSC      | 2.848 (1,06%)  | Eleito pelo Republicanos.                                                                                        | [ 1 ]                      |
| Nilton do Sindpol    | PP            | Liberta Roraima Patriota - PPL - PROS      | 2.718 (1,02%)  | Eleito pelo Patriota.                                                                                            | [ 1 ]                      |
| Renan Filho          | Solidariedade | Pra Frente Roraima Republicanos - PSC      | 2.657 (0,99%)  | Eleito pelo Republicanos.                                                                                        | [ 1 ]                      |
| Jeferson Alves       | UNIÃO         | Somos Todos Roraima PTB - REDE - PT        | 2.616 (0,98%)  | Eleito pelo PTB.                                                                                                 | [ 1 ]                      |
| Tayla Peres          | Republicanos  | Renovação Democrática 2 PRTB - PL          | 2.608 (0,97%)  | Eleita pelo PRTB.                                                                                                | [ 1 ]                      |
| Neto Loureiro        | PMB           | PMB                                        | 1.678 (0,63%)  | | [ 1 ]                      |

## Cassações
| Nome          | Partido       | Coligação                                 | Votos nominais | Notas | Ref                 |
| ------------- | ------------- | ----------------------------------------- | -------------- | --- | ------------------- |
| Jalser Renier | Solidariedade | Roraima não Pode Parar Solidariedade - DC | 8.401 (3,14%)  | Cassado em fevereiro de 2022 acusado de ter sido o mandante do sequestro do jornalista Romano dos Anjos, da TV Imperial (afiliada da RecordTV em Roraima). | [ 1 ] [ 27 ] [ 28 ] |